# Gentzenscher Hauptsatz
Der Gentzensche Hauptsatz oder Schnittsatz (englisch cut-elimination theorem) ist ein Satz der mathematischen Logik, der besagt, dass die Schnittregel in jeder Herleitung eines Gentzentypkalküls eliminierbar und damit zulässig ist. Er ist nach Gerhard Gentzen benannt, der ihn 1934 aufstellte und bewies.

## Der Hauptsatz
Gerhard Gentzen stellte in den 1930er Jahren die Sequenzenkalküle LJ und LK und die Systeme des natürlichen Schließens NJ und NK (J ist jeweils der intuitionistische und K der klassische Kalkül) auf. Eine Herleitungsregel in diesen Kalkülen ist die Schnittregel oder kurz der Schnitt. Das ist der modus ponens auf metalogischer Stufe. Gentzen entdeckte, dass man bei jeder Herleitung in diesen Kalkülen auf den Schnitt verzichten kann:
Sind die Sequenzen {\displaystyle \Gamma \vdash A} und {\displaystyle A,\Delta \vdash B} herleitbar, so besagt die Schnittregel, dass man dann zu der Sequenz {\displaystyle \Gamma ,\Delta \vdash B} übergehen kann. Die Formel A wird also weggeschnitten.
Der Gentzensche Hauptsatz besagt nun, dass man diese Schnittregel, überall wo sie in Herleitungen benutzt wird, durch andere Regeln des Kalküls ersetzen kann.

## Beweisskizze
Die Grundidee des Beweises ist, Herleitungen, in denen die Schnittregel verwendet wird, so aufzulösen (englisch: cut elimination), dass sie nicht mehr verwendet wird.
Dazu führt man eine vollständige Induktion über die Anzahl der Teilformeln in der Schnittformel {\displaystyle A} durch (Teilformelinduktion).
Induktionsanfang ({\displaystyle n=1}): Wenn {\displaystyle A} nur aus einer Teilformel {\displaystyle a} besteht:
{\displaystyle {\frac {\Gamma \vdash a\qquad a,\Delta \vdash \ B}{\Gamma ,\Delta \vdash \ B}}}
kann die Herleitung von {\displaystyle a} aus {\displaystyle {\Gamma }} einfach übernommen werden.
Induktionsschritt ({\displaystyle n} zu {\displaystyle n+1}): Die Induktionsannahme besagt, dass die Schnittregel für die Formeln {\displaystyle A} gültig ist, die n Teilformeln haben:
{\displaystyle {\frac {\Gamma \vdash A_{n}\qquad A_{n},\Delta \vdash \ B}{\Gamma ,\Delta \vdash \ B}}} .
Nun wird eine Fallunterscheidung in Bezug auf das in:
{\displaystyle {\frac {\Gamma \vdash A_{n+1}\qquad A_{n+1},\Delta \vdash \ B}{\Gamma ,\Delta \vdash \ B}}}
neu hinzukommende Logikzeichen durchgeführt, die Schnittregel wird also jeweils durch die Kalkülregeln für dieses Zeichen ersetzt.
Bei den Junktoren ist dieser Beweisteil trotz der vielen Fallunterscheidungen relativ einfach. Bei den Quantoren wird im dialogischen Beweis über die Anzahl der Entwicklungsschritte induziert.
Die (nicht-dialogischen) Beweise benutzen zur technischen Vereinfachung der Beweisführung zusätzlich die aus der Schnittregel beweisbare sogenannte Mischregel (Mix):
{\displaystyle {\frac {\Gamma \vdash M\qquad \Delta \vdash \ B}{\Gamma ,(\Delta -M)\vdash B}}} .
{\displaystyle M} heißt Mischformel und {\displaystyle \Delta -M} bezeichnet die Formelfolge, die entsteht, wenn man in {\displaystyle \Delta } jedes vorkommende {\displaystyle M} streicht.

## Widerspruchsfreiheit
Die Kalküle, für die der Hauptsatz gilt, sind widerspruchsfrei.
Ein Gedankengang für den Beweis der Widerspruchsfreiheit ist folgender: Sei {\displaystyle \bot } (lies: falsch oder falsum) per definitionem nicht herleitbar. Dann ist {\displaystyle A\vdash \bot } nichts anderes als die Herleitbarkeit von {\displaystyle \neg A.} Die Negation ist dieser Spezialfall der Subjunktion.
Setzt man nun für {\displaystyle B} in die Schnittregel {\displaystyle \bot } ein:
{\displaystyle {\frac {\Gamma \vdash A\qquad \Gamma ,A\vdash \ \bot }{\Gamma \vdash \ \bot }}}
so folgt aus der Herleitbarkeit von {\displaystyle A} und der (gerade erwähnten) von {\displaystyle \neg }{\displaystyle A} (beides zusammen ist ein Widerspruch in den Prämissen) die Herleitbarkeit vom unherleitbaren {\displaystyle \bot }, was nicht sein kann. {\displaystyle \Gamma \vdash \ \bot } wäre – wegen der Eliminierbarkeit der Schnittregel – auch selbst eine gültige Sequenz im Kalkül, was per definitionem von {\displaystyle \bot } nicht möglich ist. Typisch für diese Widerspruchsfreiheitsbeweise ist, dass in einer Herleitung nur Teilformeln derjenigen Formeln auftreten, die in der hergeleiteten Endsequenz (also unter dem Schlussstrich) vorkommen.
Widerspruchsfreiheitsbeweise der Mathematik werden durchgeführt, indem man, wie Gerhard Gentzen, die transfinite Induktion oder, wie Kurt Schütte und Paul Lorenzen, die ω-Regel in die Beweise des Hauptsatzes einbindet (vollständiger Halbformalismus).

## Bedeutung und Anwendungen
Die Entfernung von Schnitten ist nicht nur eine Möglichkeit, die Gültigkeit der Schnittregel zu beweisen, sondern umgedreht ein sehr nützliches mathematisch-logisches Werkzeug, beispielsweise beim Beweis des Interpolation-Theorems von Craig und Schütte. Die Möglichkeit, Beweise durchzuführen, die auf Resolution beruhen, ist sehr mächtig (Maschinengestütztes Beweisen). Die Ausführung eines Prolog-Programms (d. h. das, was passiert, während das Prolog-Programm abläuft) lässt sich als schnittfreie Kalkül-Herleitung interpretieren.
Führt man allerdings in Gentzentypkalkülen Beweise durch, die den Schnitt vermeiden (analytic proofs), so sind diese in der Regel länger als bei Verwendung der Schnittregel. In seinem Artikel „Don't Eliminate Cut!“ zeigte der Mathematiker und Logiker George Boolos, dass es eine Formel gibt, die sich unter Zuhilfenahme des Schnitts in etwa einer Seite herleiten lässt, während es länger als die gesamte Lebenszeit des Universums dauern würde, eine Herleitung aufzuschreiben, die ohne Schnitt auskommt.
Durch die Anwendung der Schnittregel lassen sich modallogische Aussagen rechtfertigen, wenn die entsprechenden logischen Aussagen wahr sind. Das in der Modallogik immer zu unterstellende Wissen kann in dem Fall weggeschnitten werden. Der Gentzensche Hauptsatz dient also auch zur Fundierung der Modallogik, weil man so modallogische Wahrheit definieren kann.
Der sogenannte verschärfte Hauptsatz ist dem Satz von Herbrand ähnlich. Dabei geht es um die Rolle der Quantoren in einem Beweis.